# Basaltos del Cañón Miles

Vista panorámica del cañón y sus basaltos.

Los Basaltos del Cañón Miles son un conjunto de rocas que incluyen varias exposiciones de flujos de lava basática, así como formaciones cónicas producto de erupciones y flujo en un paisaje preglacial den la parte surcentran de Yukón.

## Descripción
La mejor exposición de las rocas volcánicas y de fácil acceso es en un área donde el río Yukón pasa por una serie de canales al sur de  Whitehorse. Durante la primavera, también se pueden observar los basaltos en río abajo dique del río Yukon en Whitehorse, que se creó para extraer energía de las cataratas conocidas como White Horse Rapids. Estos rápidos así com el cañón Miles fueron un aténtico desafío para los buscadores de oro que seguían la fiebre del oro de Klondike, y también estableció el punto final de los barcos de vapor río arriba. Esto fue el motivo por el que se creó el asentamiento de Closeleigh, que  finalmente daría lugar a la ciudad de Whitehorse.
Los flujos de lava y los conos de cenizas en el complejo volcánico del Lago del Caimán, al suroeste de Whitehorse, es el lugar de mayor acumulación de estas rocas.
Se pensaba de los basaltos del cañón Miles pertenecían al pleistoceno. Sin embargo, investigaciones geológicas con la ayuda de análisis geocronológicos demuestran que estas rocas son mucho más antiguas. Los situados en a lo largo del río Yukón tiene 8,4 millones de años (Mioceno) y los flujos del lago del Caimán tienen 3,2 millones de años (Plioceno). Los conos de Lago del Caimán pueden ser más jóvenes pero ha sido afectados por glaciación por lo que no pertenecen del todo a la era posglacial.

## Galería de imágenes

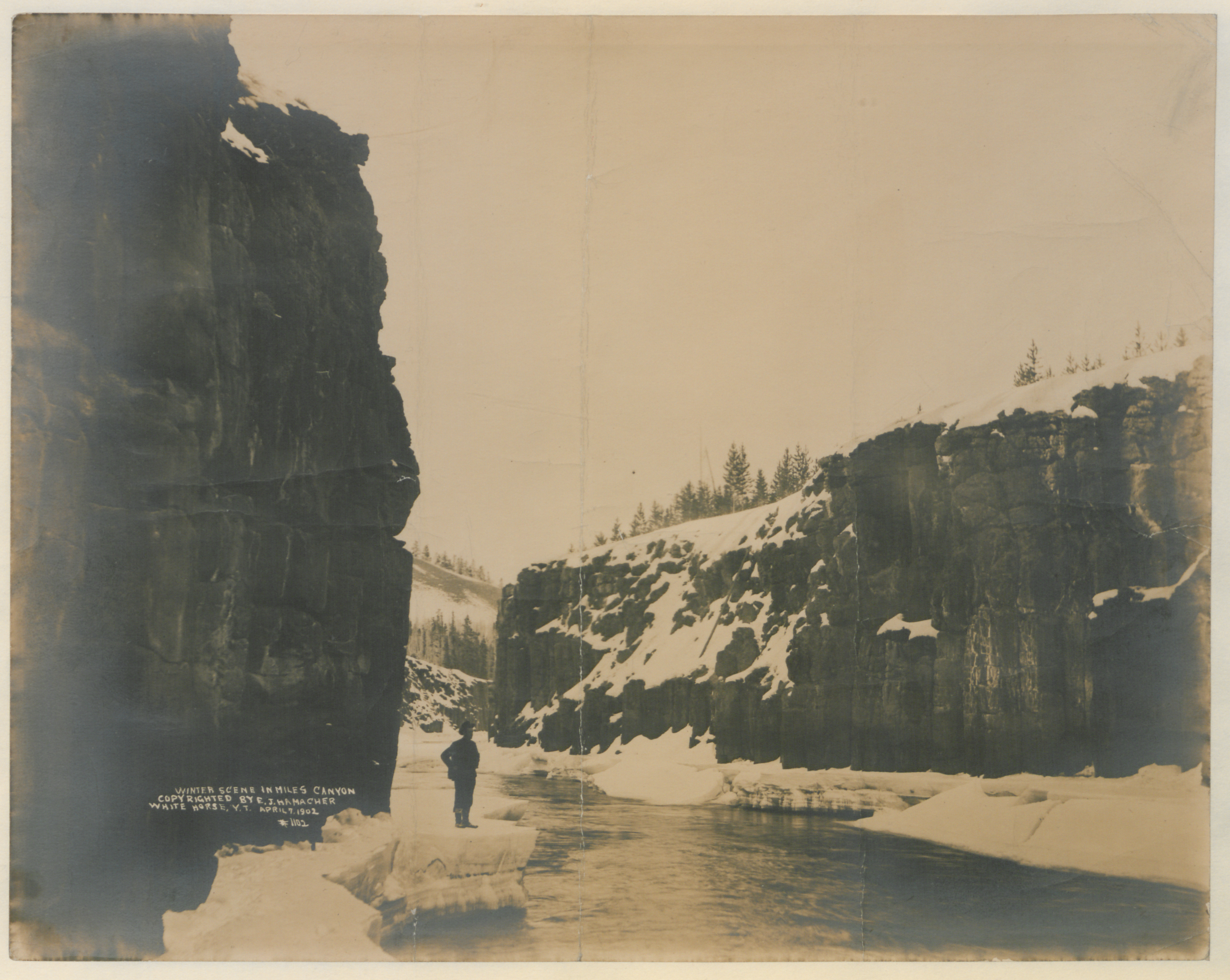
Escena de invierno en Millas Canyon, 1902
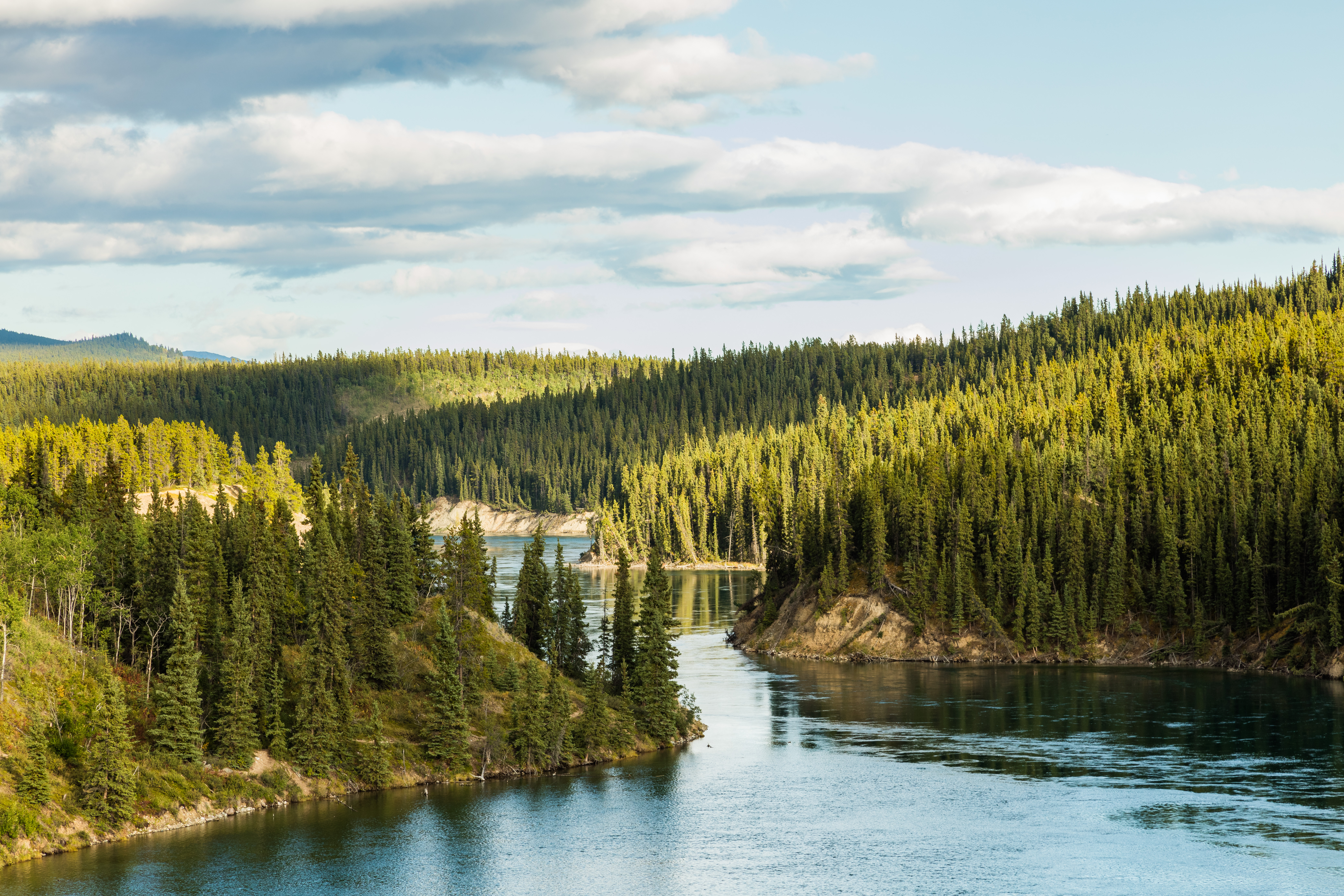
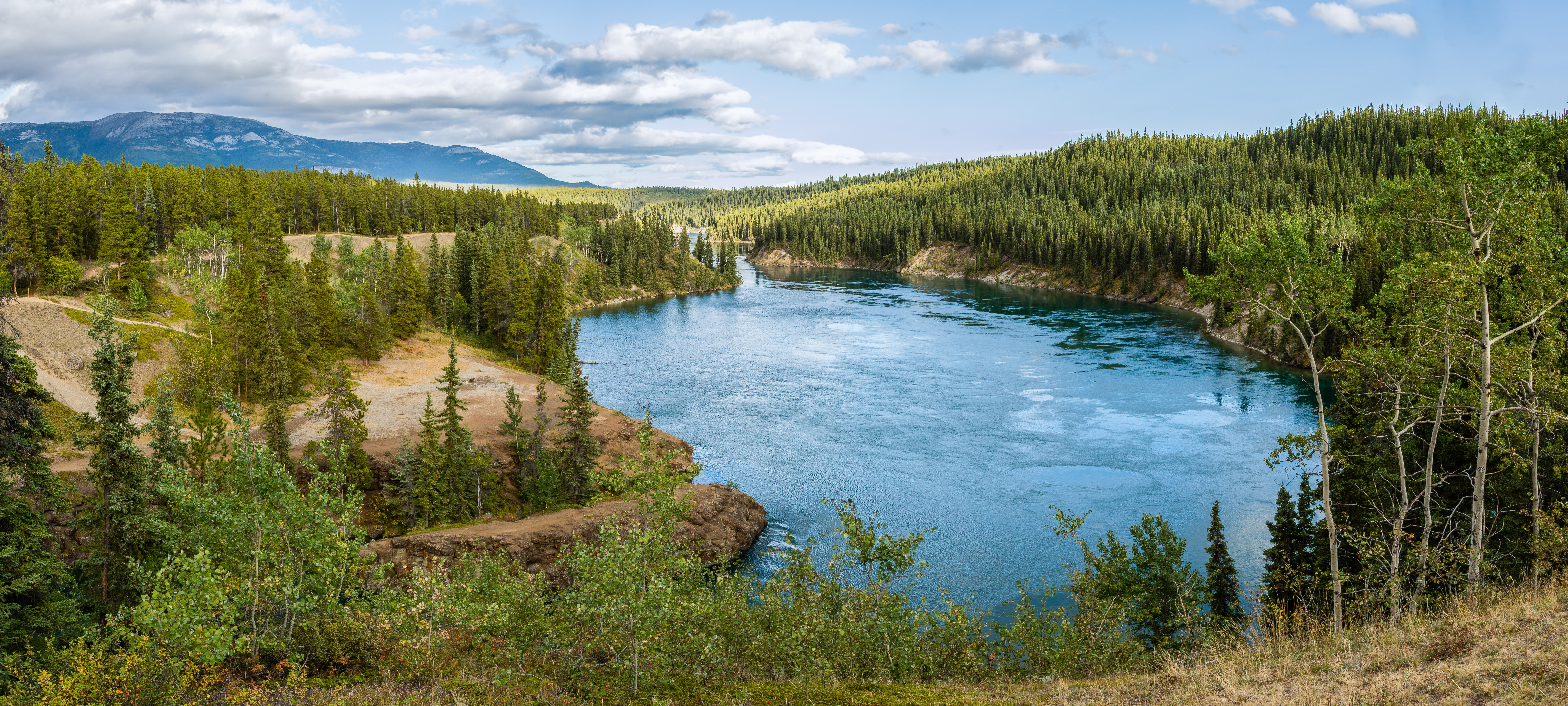
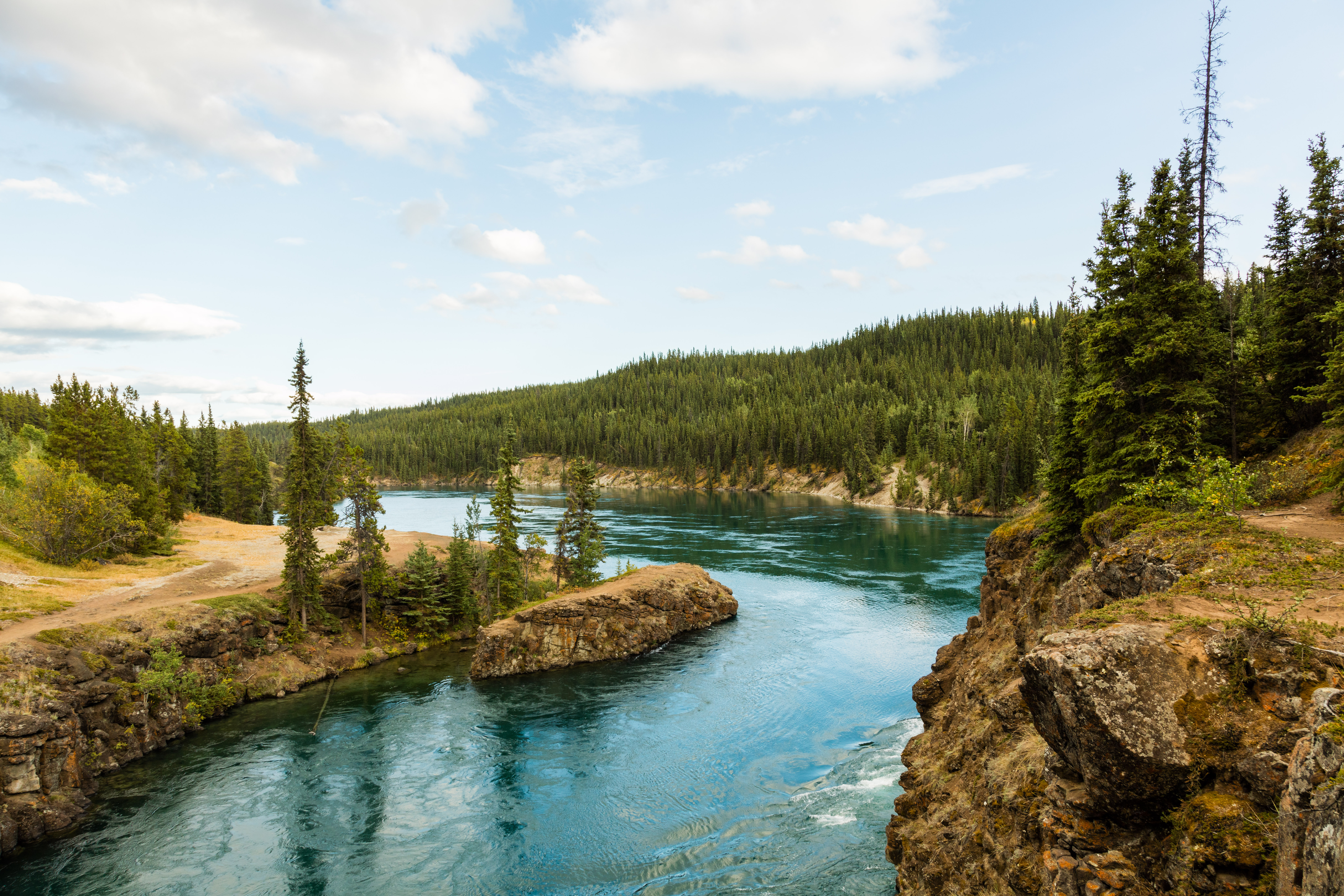
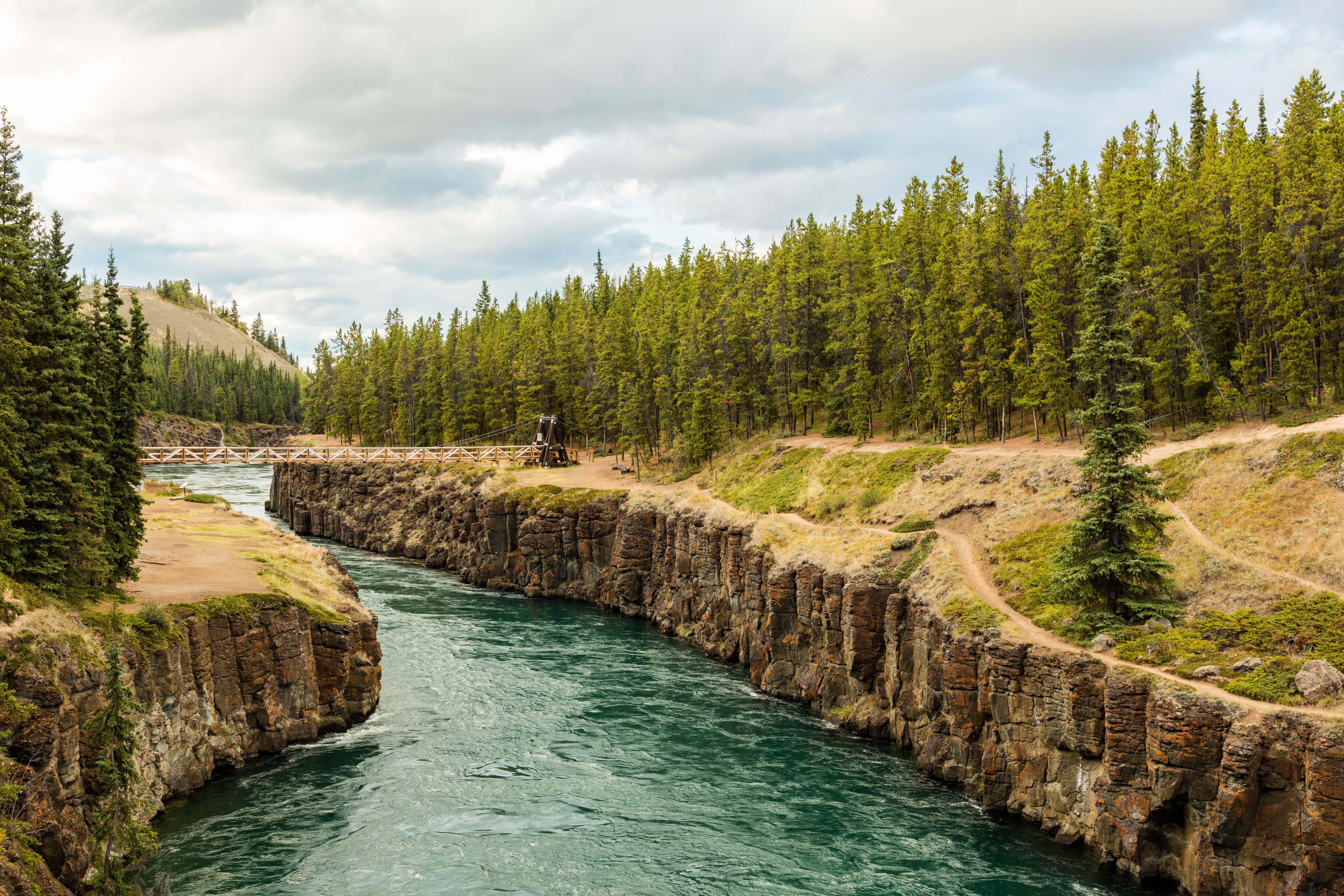
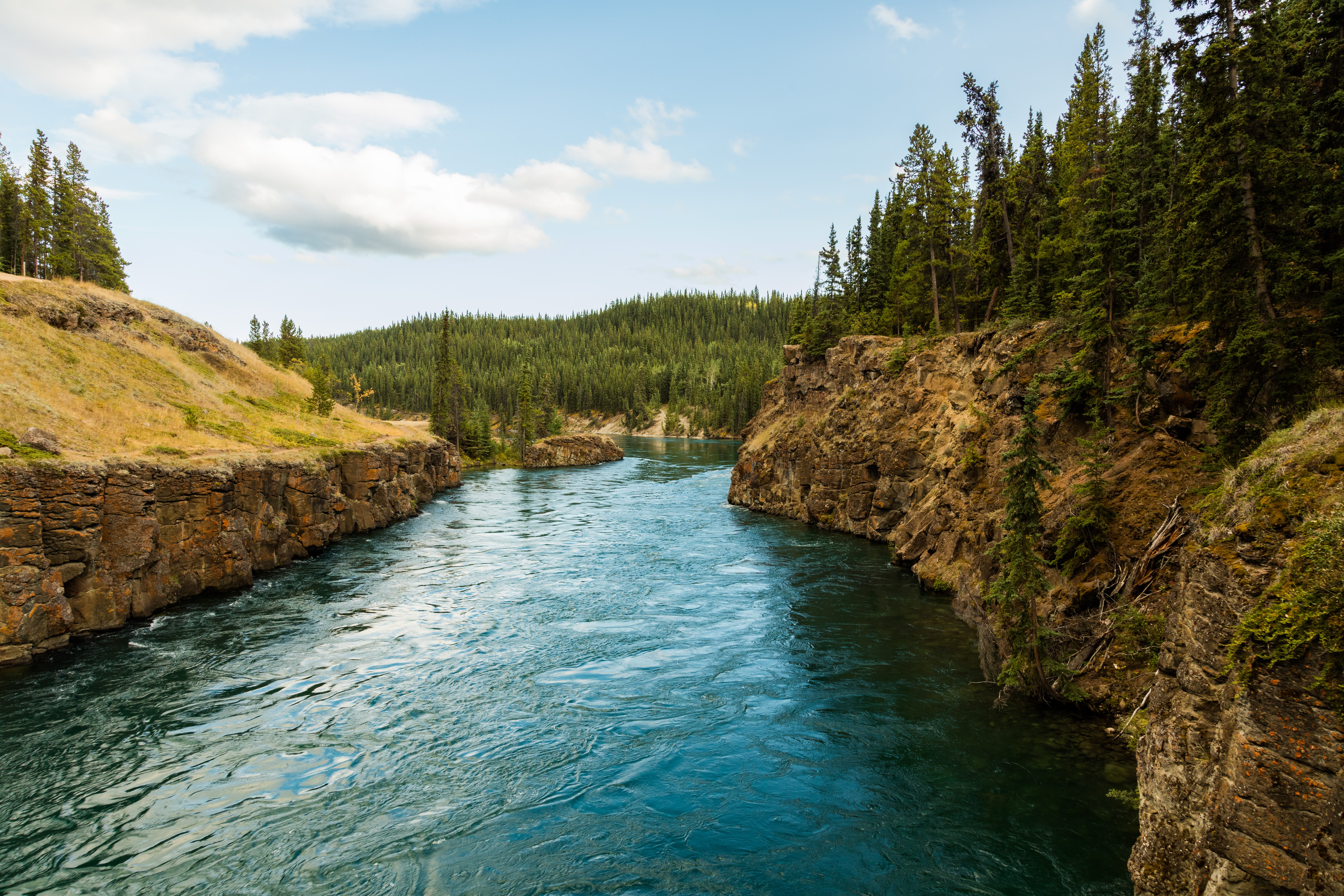
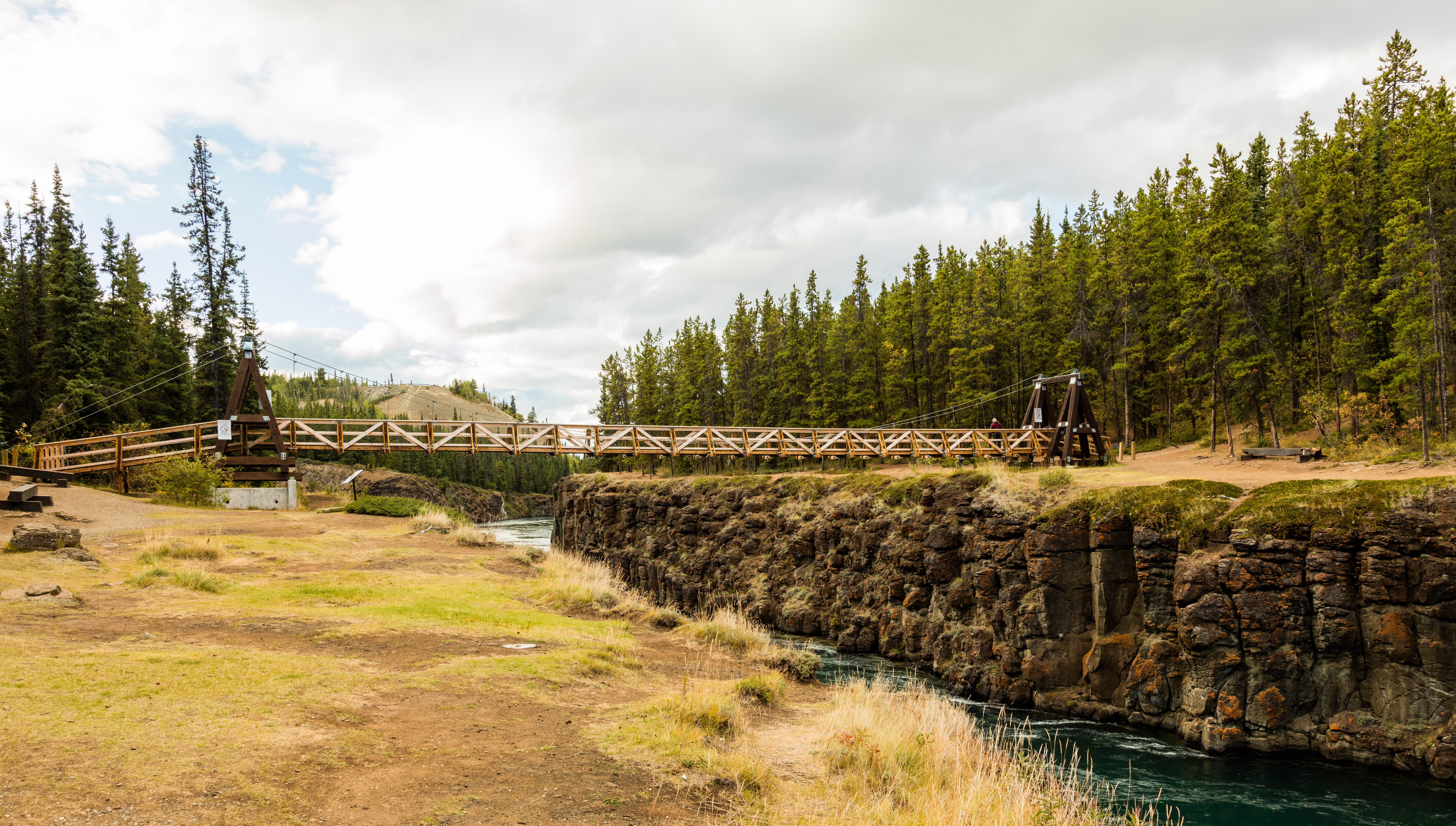
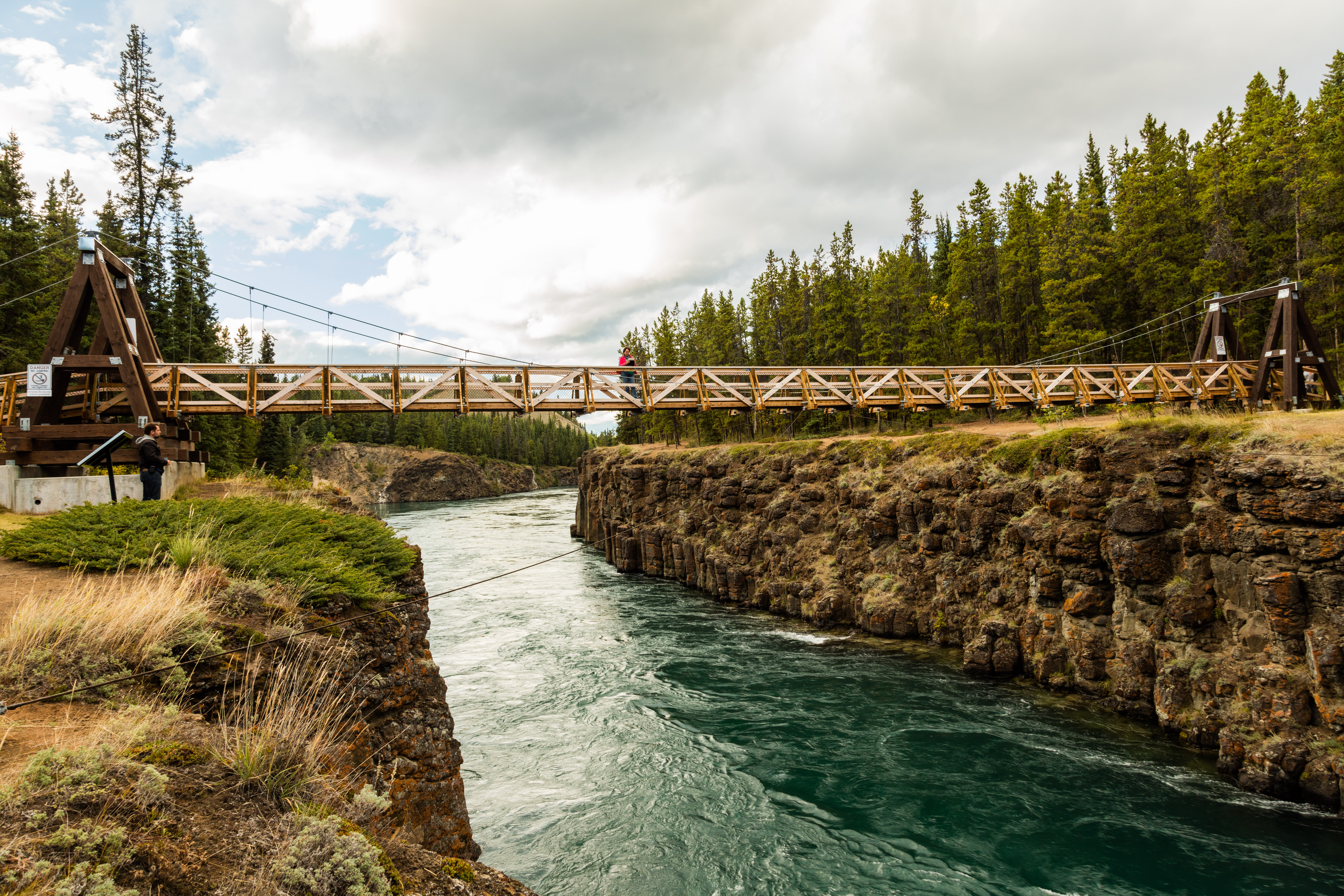
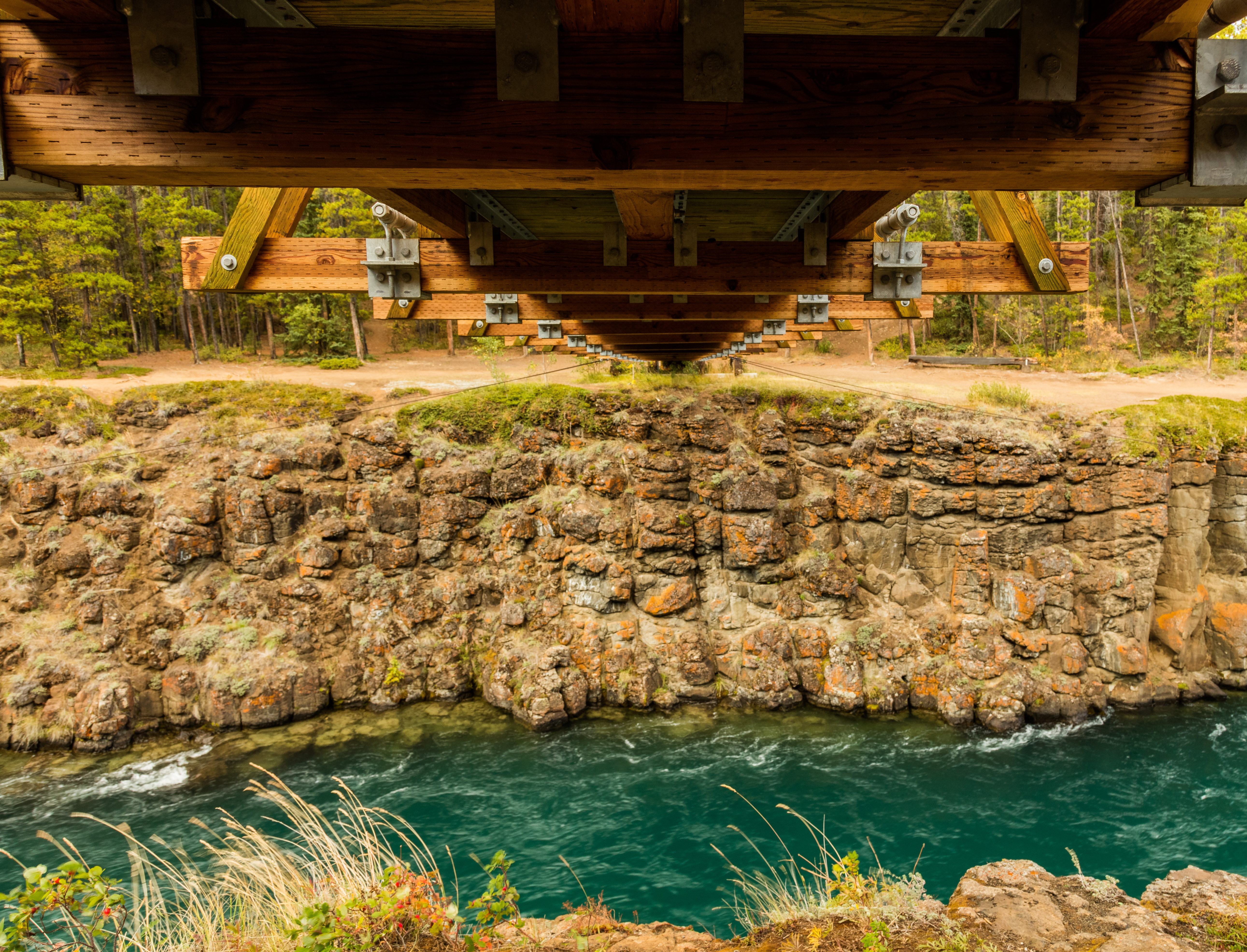
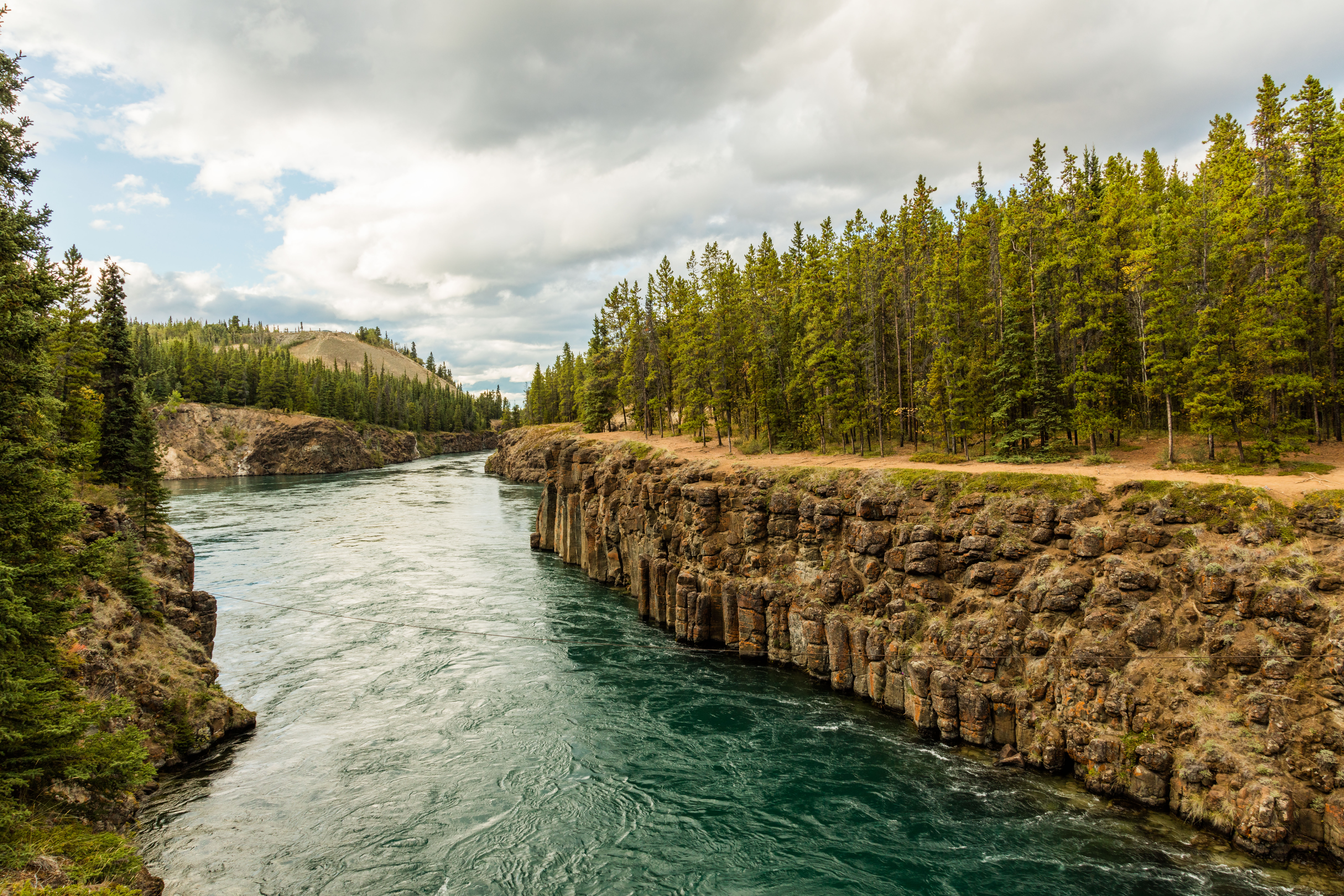
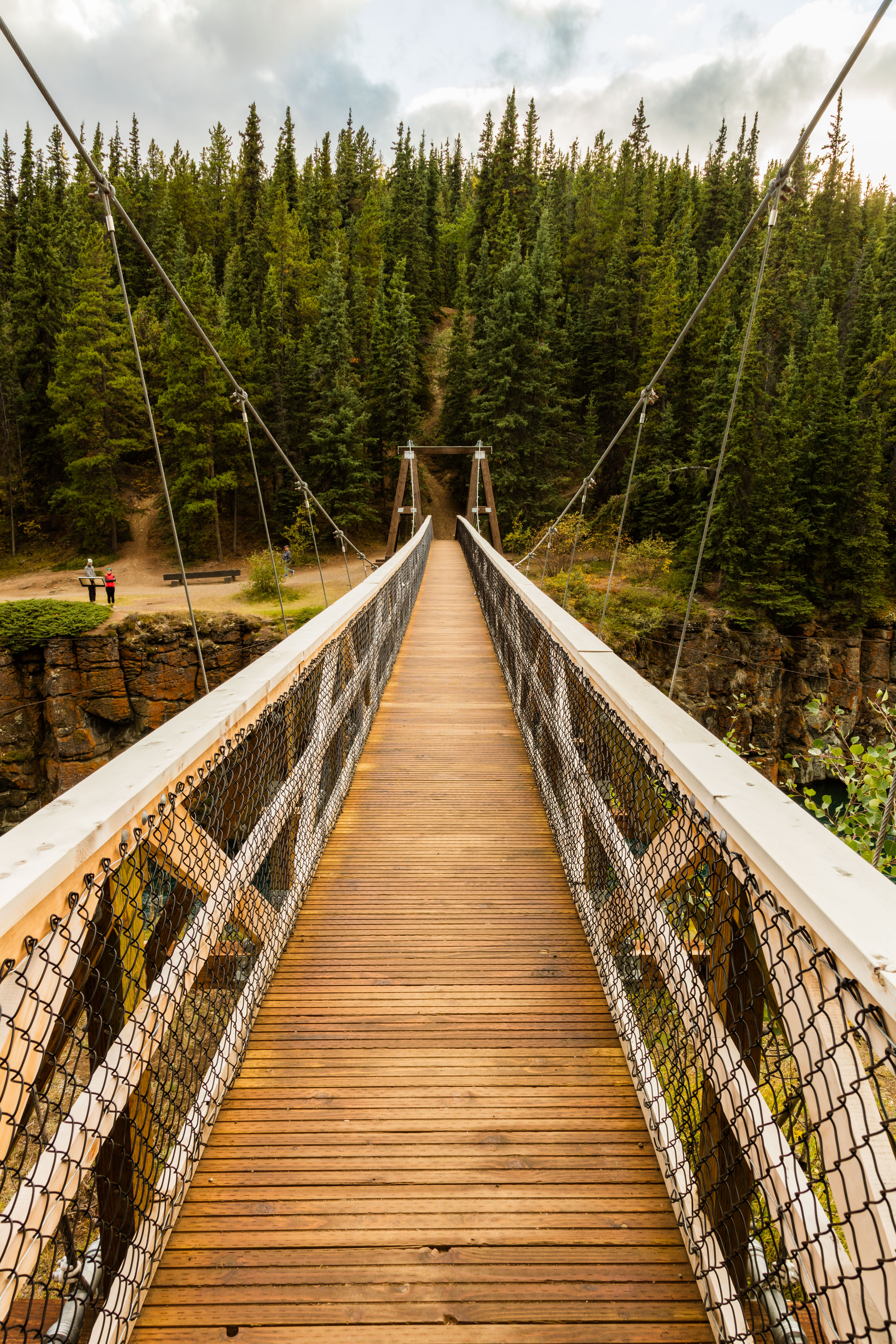
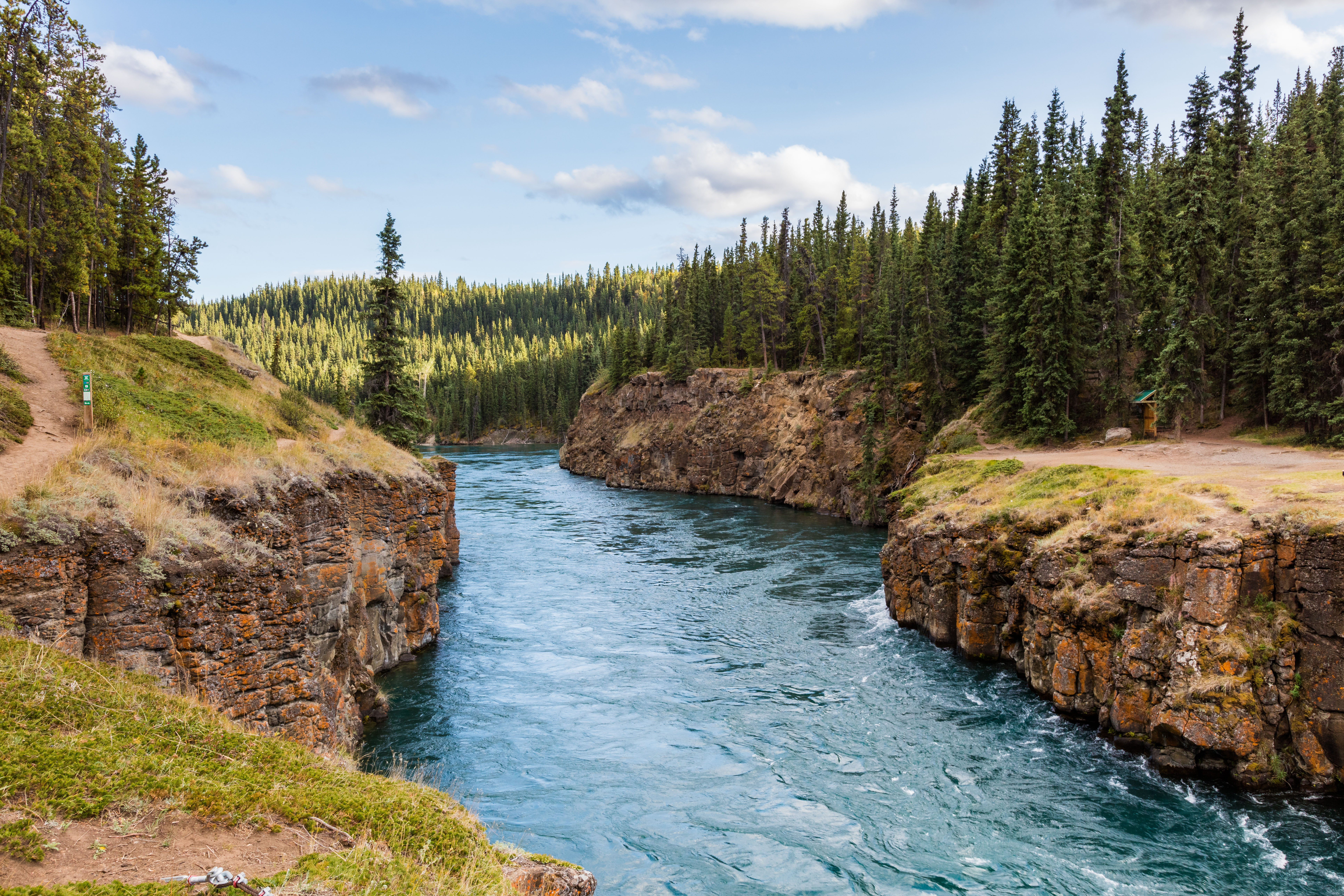
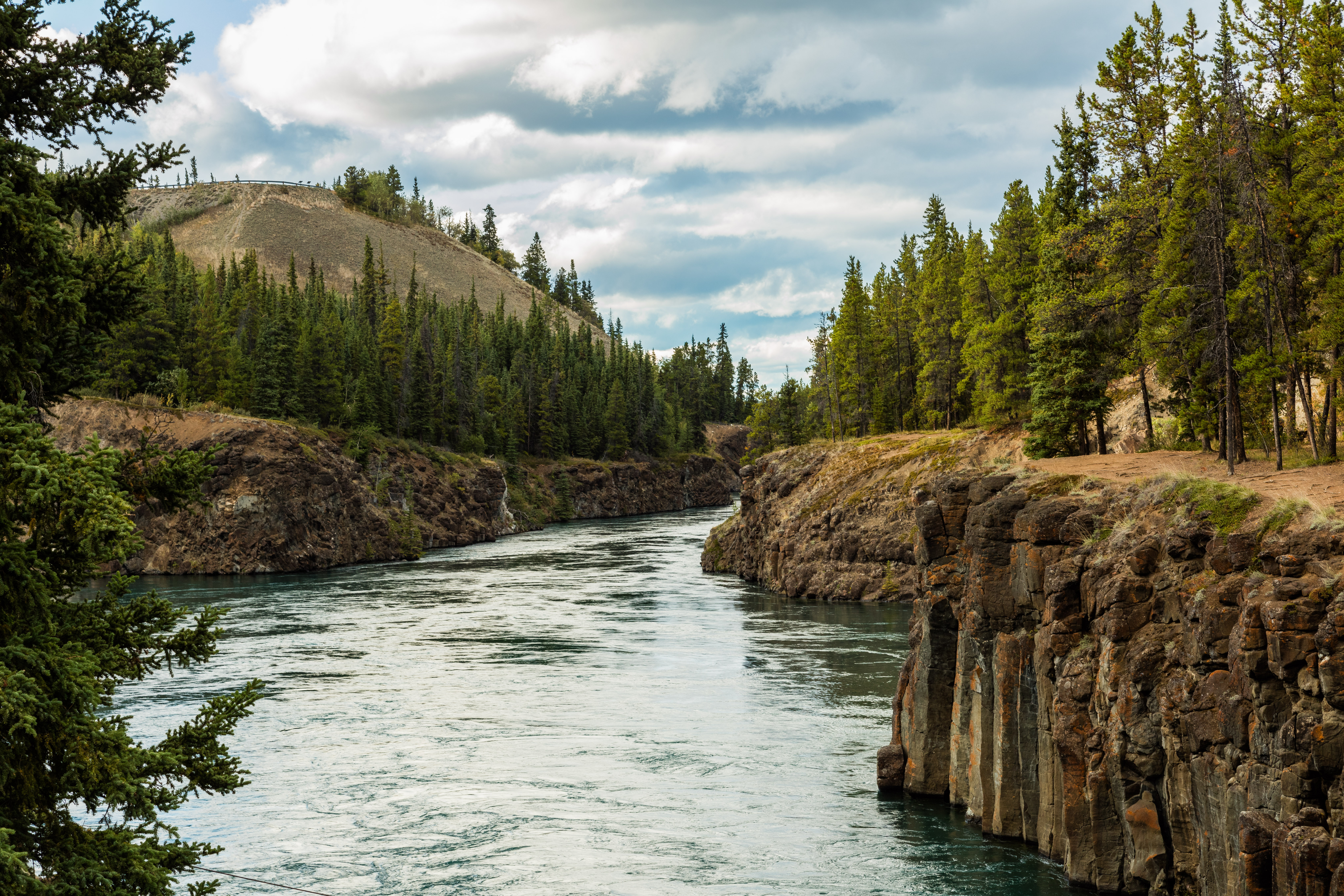